# Швестка, Олдржих
Олдржих Швестка (чеш. Oldřich Švestka; 24 марта 1922, Позорка — 8 июня 1983, Прага) — чехословацкий коммунистический политик, член Политбюро ЦК Компартии Чехословакии (КПЧ), редактор «Руде право». Придерживался неосталинистских позиций, был противником Пражской весны. Подписал обращение к руководству КПСС с призывом вмешаться в чехословацкие события, создавшее предлог для ввода войск Варшавского договора в августе 1968. В 1970-х и начале 1980-х являлся одним из главных идеологов «нормализации».

## Коммунистический редактор
Окончил коммерческое училище в Лоуни. В годы нацистской оккупации работал на хлопчатобумажной фабрике, потом на металлургическом заводе. Состоял в правлении банка и потребительского кооператива в городе Немецкий Брод (с 1945 — Гавличкув-Брод). Контактировал с коммунистическим подпольем.
1 июня 1945 Олдржих Швестка вступил в Коммунистическую партию Чехословакии (КПЧ). Служил в администрации (Национальном комитете) Гавличкув-Брода. Продвигался в партийном аппарате по идеологической линии.
С 1951 Олдржих Швестка — заместитель главного редактора печатного органа ЦК КПЧ «Руде право». 7 октября 1958 назначен главным редактором. В 1962 Олдржих Швестка был кооптирован в состав ЦК КПЧ. В 1963—1969 состоял в идеологической комиссии ЦК.

## Противник Пражской весны
Олдржих Швестка являлся одним из главных идеологов КПЧ. Занимал ортодоксально-сталинистские, затем неосталинистские позиции. В силу идеологического догматизма он враждебно воспринимал реформы Пражской весны.
Однако именно в апреле 1968 Швестка стал членом Политбюро ЦК КПЧ — таким образом Александр Дубчек и его сторонники старались соблюсти баланс в отношениях с консервативным крылом КПЧ. Швестка подвергался резкой критике со стороны профессиональных журналистов за догматичную идеологизацию творческого процесса. В порядке компромисса он был снят с редактирования массового издания «Руде право» и переведён в редакцию теоретического еженедельника Трибуна.
Олдржих Швестка примыкал к контрреформистской группе Василя Биляка, Алоиса Индры и Вильяма Шалговича. 8 августа 1968 он опубликовал в «Руде право» установочную статью «Исторический смысл и ответственность», в которой говорилось о «преодолении чехословацкими коммунистами предыдущих этапов развития». Впоследствии стало понятно, что речь шла о скором завершении реформ.
Вместе с Биляком, Индрой, Антонином Капеком и Драгомиром Кольдером Швестка подписал т. н. «Пригласительное письмо» в ЦК КПСС — обращение за «помощью и поддержкой всеми имеющимися средствами» для «спасения от опасности неминуемой контрреволюции». Через несколько дней после передачи этого документа, 21 августа 1968, последовал ввод в Чехословакию войск Варшавского договора.

## Идеолог «Нормализации»
После подавления Пражской весны член Политбюро и секретарь ЦК КПЧ Олдржих Швестка возглавил идеологический аппарат консервативной «нормализации». С сентября 1969 он руководил специальным бюро партийного управления в Чешской Социалистической Республике. В феврале 1970 — возглавил в ЦК отделы идеологии, культуры и образования. Он стал также председателем комиссии партийного контроля за системой образования. Его непосредственным руководителем в тот период являлся секретарь по идеологии Василь Биляк.
С апреля 1972 года Швестка руководил отделом ЦК по средствам массовой информации. В декабре 1972 года этот отдел был укрупнён и преобразован в отдел пропаганды и агитации. Заведующим являлся Василь Бейда, куратором — секретарь ЦК Швестка (формально приравненный к Биляку). С 1971 по 1983 гг. Швестка был также депутатом Федерального собрания.
На всех постах Олдржих Швестка добивался тотального идеологического контроля, жёстко преследовал любые проявления инакомыслия, особенно в молодёжной среде. Была установлена жёсткая цензура. Социалистически ориентированные группы подавлялись так же, как правозащитные и общедемократические. Швестка особо подчёркивал, что КПЧ пресекает «не только правый оппортунизм, но и левацкие проявления». Небывалый прежде размах и методичность обрела система партийной пропаганды в печати, на телевидении и радио, через тематические лекции и посещения идеологических объектов (например, партийных музеев) с контролируемой явкой. Характерно, что именно Швестка в апреле 1971 года прекратил функционирование комиссии по реабилитации жертв политических репрессий.
Некоторое сокращение полномочий Швестки имело место в 1975 году, когда он вернулся на пост главного редактора «Руде право» (занимал эту должность до конца жизни). При этом он перестал быть секретарём ЦК КПЧ, но оставался членом секретариата ЦК (в структуре КПЧ эти статусы различались).
Олдржих Швестка был награждён орденом Труда, орденом Республики, орденом Победного Февраля, орденом Клемента Готвальда. Все эти награждения состоялись с 1970 по 1982 гг. — в период максимального продвижения Швестки в партийной иерархии.
Скончался Олдржих Швестка в возрасте 61 года. 